# Felip de Boïl i de la Scala
Felip de Boïl i de la Scala (País Valencià, ? - Mallorca, 1348), segon senyor de Manises, conseller reial, mestre racional (1320-30) i tresorer (1330-36) de Jaume II i d'Alfons el Benigne. Governador general i reformador de Mallorca.
Fill de Pere de Boïl i d'Aragó. Prengué part en la conquesta aragonesa de Sardenya (1323), de la qual fou designat reformador amb Bernat de Boixadors el 1326. Ambdós hagueren d'enfrontar-se amb la revolta sarda.
Participà en l'expedició de Pere el Cerimoniós a Mallorca, on fou nomenat delegat especial per negociar la rendició dels castells d'Alaró, Santueri i Pollença. Participà en les campanyes al Rosselló (1343-44) destinades a desposseir Jaume III de Mallorca del seu regne. Fou governador de Perpinyà el 1344, i governador de Mallorca amb el títol de reformador de Mallorca des del 1345, on organitzà la repressió contra els fidels de Jaume III (1345-1348). El rei Jaume li concedí la jurisdicció de Manises (1329).